# Andrij Mostowy
Andrij Wołodymyrowycz Mostowy (ukr. Андрій Володимирович Мостовий, ros. Андрей Владимирович Мостовой, Andriej Władimirowicz Mostowoj; ur. 24 stycznia 1988 w Obuchowie, w obwodzie kijowskim) – ukraiński piłkarz, grający na pozycji lewego obrońcy lub lewego pomocnika w ukraińskim klubie Krywbas Krzywy Róg.

## Kariera piłkarska

### Kariera klubowa
Wychowanek klubów FK Obuchów, RWUFK Kijów, Kijów-Schid i Łokomotyw Kijów, barwy których bronił w juniorskich mistrzostwach Ukrainy (DJuFL). Karierę piłkarską rozpoczął w klubie Dnipro Czerkasy w 2006. W 2008 przeszedł do Kniażej Szczasływe. Na początku 2009 został piłkarzem FK Lwów. W lipcu 2011 podpisał 2-letni kontrakt z Arsenałem Kijów, ale nie rozegrał żadnego spotkania i po zakończeniu sezonu 2011/12 opuścił Arsenał. Na początku sierpnia 2012 został wypożyczony do klubu Naftowyk-Ukrnafta Ochtyrka. W lipcu 2013 został piłkarzem Zirki Kirowohrad. 11 lipca 2016 zasilił skład Desny Czernihów. 15 czerwca 2021 dołączył do Krywbasu Krzywy Róg.

## Sukcesy i odznaczenia

### Sukcesy klubowe
Zirka Kirowohrad
- Mistrzostwo Perszej lihi: 2015/2016

Desna Czernihów
- Wicemistrzostwo Perszej lihi: 2017/2018